# 浅田高明
浅田 高明（あさだ たかあき、1930年 - 2020年2月11日）は医師、医学博士（京都大学）。太宰治研究者。

## 経歴
富山市生まれ。旧制富山高等学校理科乙類を経て、1954年京都大学医学部医学科卒業。京都大学結核胸部疾患研究所において結核および呼吸器学を専攻する。1960年京都大学医学博士。論文の題は「ツベルクリン過敏性の局所性受身感作に関する実験的研究」。（財）近江サナトリウム、京都府立洛東病院、国立療養所宇多野病院勤務のあと1988年現在、ダイハツ工業株式会社 京都工場診療所長を務めた。
その傍ら太宰治の人と文学に関する実証的研究に長年携わってきた。
その中で『パンドラの匣』 のモデルとなった木村庄助の実家の取材を通じて、この面における太宰治研究の第一人者として知られる。太宰文学研究会会員。「医科芸術」同人。

## 著書
- 『太宰治のカルテ』文理閣 1981
- 『私論太宰治 上方文化へのさすらいびと』文理閣 1988
- 『太宰治─探査と論証』文理閣 1991
- 『探究太宰治「パンドラの匣」のルーツ木村庄助日誌』文理閣 1996
- 『「生命」と「生きる」こと』文理閣 2016
- 『私の太宰治論』文理閣 2019
- 『生、老、病と死の風景』文理閣 2020